# ماي جي
ماي هاشيموتو (باليابانية: May J.) المشهورة بالاسم الفني ماي جي (بالإنجليزية: May J)‏ هي مغنية آر أند بي معاصر وبوب يابانية ولدت في 20 يونيو 1988 في مدينة يوكوهاما في اليابان لأب ياباني ولأم إيرانية روسية.
بدأت الغناء عام 2006 بعدما تعاقدت مع شركة سوني للترفيه الموسيقي اليابانية، وأصدرت أول لها بعنوان All My Girls، صرحت بأنها تتقن اللغة الفارسية وتعتبر نفسها أمريكية وتتقن القليل من اللغة التركية وبأنها تعلمت من أمها وجدتها الغناء من المغنين الإيرانيين أمثال أفشين وغوغوش.

## روابط خارجية
- ماي جي على موقع IMDb (الإنجليزية)
- ماي جي على موقع ميوزك برينز (الإنجليزية)
- ماي جي على موقع أول ميوزيك (الإنجليزية)
- ماي جي على موقع ديسكوغز (الإنجليزية)
- ماي جي على موقع قاعدة بيانات الفيلم (الإنجليزية)
- ماي جي على موقع ANN person (الإنجليزية)